# Liste der Biografien/Hamr
Liste der Biografien |
Portal Biografien |
Personensuche
# |
A |
B |
C |
D |
E |
F |
G |
H |
I |
J |
K |
L |
M |
N |
O |
P |
Q |
R |
S |
T |
U |
V |
W |
X |
Y |
Z |
?
 
Ha |
Hd |
He |
Hi |
Hj |
Hk |
Hl |
Hm |
Hn |
Ho |
Hr |
Hs |
Ht |
Hu |
Hv |
Hw |
Hy
 
Haa |
Hab |
Hac |
Had |
Hae–Haf |
Hag |
Hah |
Hai |
Haj |
Hak |
Hal |
Ham |
Han |
Hao |
Hap |
Haq |
Har |
Has |
Hat |
Hau |
Hav |
Haw |
Hax |
Hay |
Haz
 
Hama |
Hamb |
Hamd |
Hame |
Hamf |
Hamh |
Hami |
Hamk |
Haml |
Hamm |
Hamn |
Hamo |
Hamp |
Hamr |
Hams |
Hamu |
Hamv |
Hamw |
Hamy |
Hamz
Die Liste der Biografien führt alle Personen auf, die in der deutschsprachigen Wikipedia einen Artikel haben. Dieses ist eine Teilliste mit 23 Einträgen von Personen, deren Namen mit den Buchstaben „Hamr“ beginnt.

## Hamr
- Hamr, Radek (* 1974), tschechischer Eishockeyspieler

### Hamra
- Hamraoui, Kheira (* 1990), französische Fußballspielerin
- Hamrath, Friedrich von (1665–1726), preußischer Staatsmann

### Hamre
- Hamre, Leif (1914–2007), norwegischer Schriftsteller und Soldat
- Hamre, Sverre B. (1918–1990), norwegischer General
- Hamre, Tor Henning (* 1979), norwegischer Fußballspieler
- Hamrén, Erik (* 1957), schwedischer Fußballspieler
- Hamrén, Oscar (1891–1960), schwedischer Schwimmer

### Hamri
- Hamrin, Felix (1875–1937), schwedischer Politiker, Mitglied des Riksdag und Ministerpräsident
- Hamrin, Kurt (1934–2024), schwedischer Fußballspieler und -trainer sowie EishockeyspielerKurt Hamrin (1934–2024)

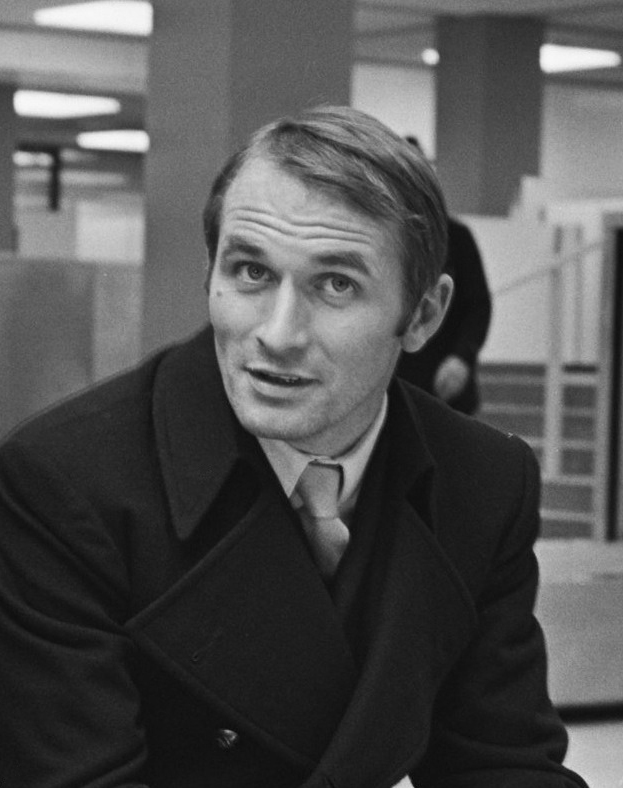
Kurt Hamrin (1934–2024)

- Hamrin, Midde (* 1957), schwedische Langstreckenläuferin
- Hamrin, Sven (1941–2018), schwedischer Radrennfahrer

### Hamrl
- Hamrlík, Roman (* 1974), tschechischer Eishockeyspieler

### Hamro
- Hamrol, Matthias (* 1993), deutscher Fußballtorhüter
- Hamroliyev, Muhammadqodir (* 2001), usbekischer Fußballspieler
- Hamrouche, Mouloud (* 1943), algerischer Politiker
- Hamroun, Jugurtha (* 1989), algerischer Fußballspieler
- Hamrouni, Aleya (* 1945), tunesischer Handballspieler
- Hamroush, Fatima (* 1960), libysch-irische Ärztin und Politikerin
- Hamroyev, Razzoq (1910–1981), usbekisch-sowjetischer Schauspieler, Theaterregisseur und Pädagoge
- Hamroyev, Shavkat (* 1964), usbekischer Politiker
- Hamroyeva, Guli (1946–2023), usbekisch-sowjetischer Ballettkünstlerin und Pädagogin

### Hamry
- Hamry, Hamza (* 1995), tunesischer Judoka und gemischter Kampfkünstler